# Forstenrieder Allee (stanice metra v Mnichově)
Forstenrieder Allee je stanice mnichovského metra. Leží na lince U3 pod křižovatkou Züricher Straße a Forstenrieder Allee. Byla otevřena v roce 28. srpna 1989 a před prodloužením rozšířením U3 do stanice Fürstenried West v roce 1991 byla konečnou stanicí.
Stěny stanice jsou natřeny zeleně a po trojicích na nich visí obrazy Helmuta Pfeuffera. Nástupiště je ostrovní, s jednou řadou sloupů uprostřed a nástupními hranami z isarské křemeliny. Sloupy jsou obloženy bílými dlaždicemi a jejich rohy jsou zvýrazněny hliníkovými pásky. Stejně jako u ostatních stanic otevíraných v roce 1989 je strop tvořen plechovými pláty a zakončen dvěma světelnými pásy.

## Galerie

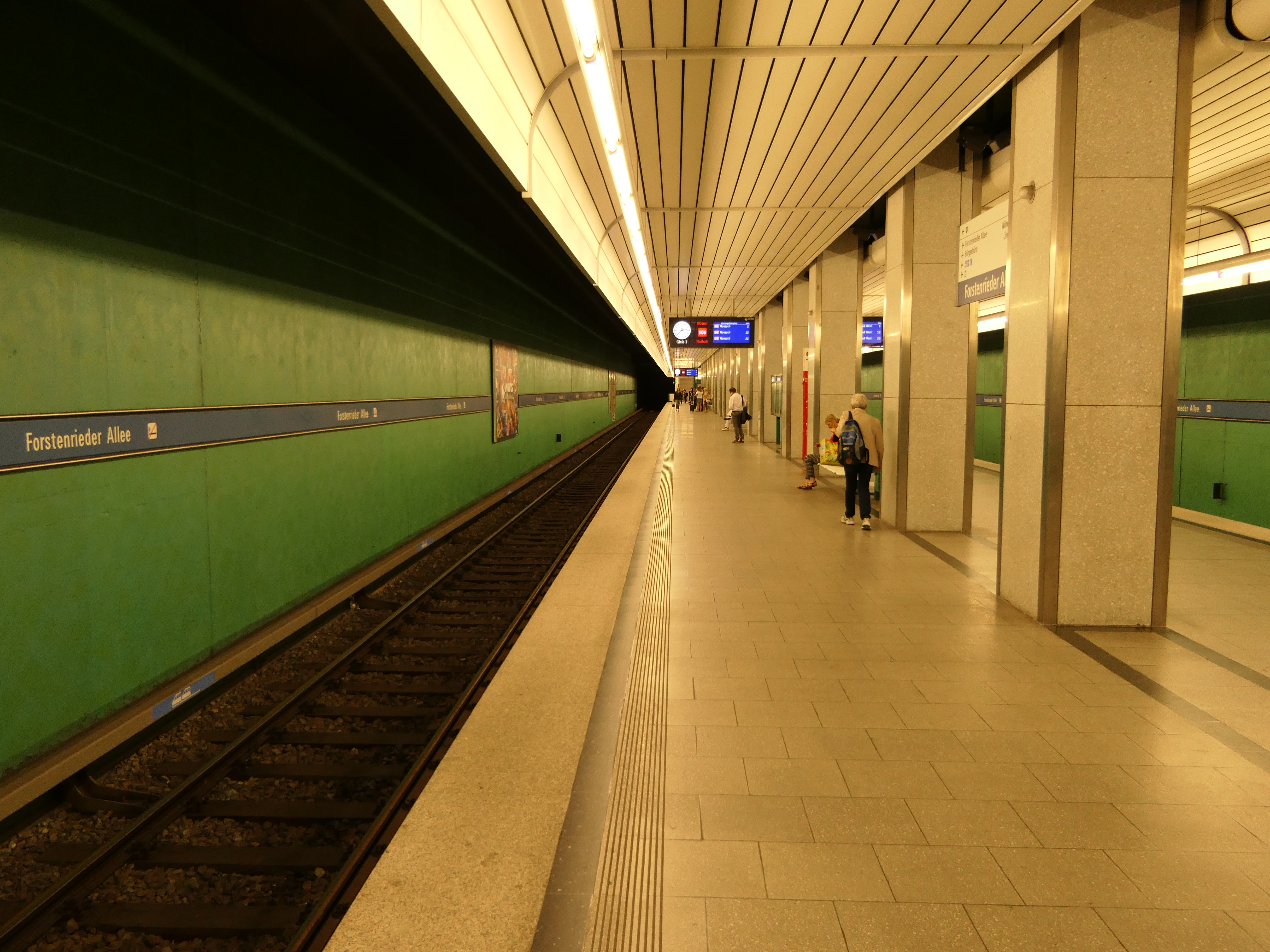
Nástupiště
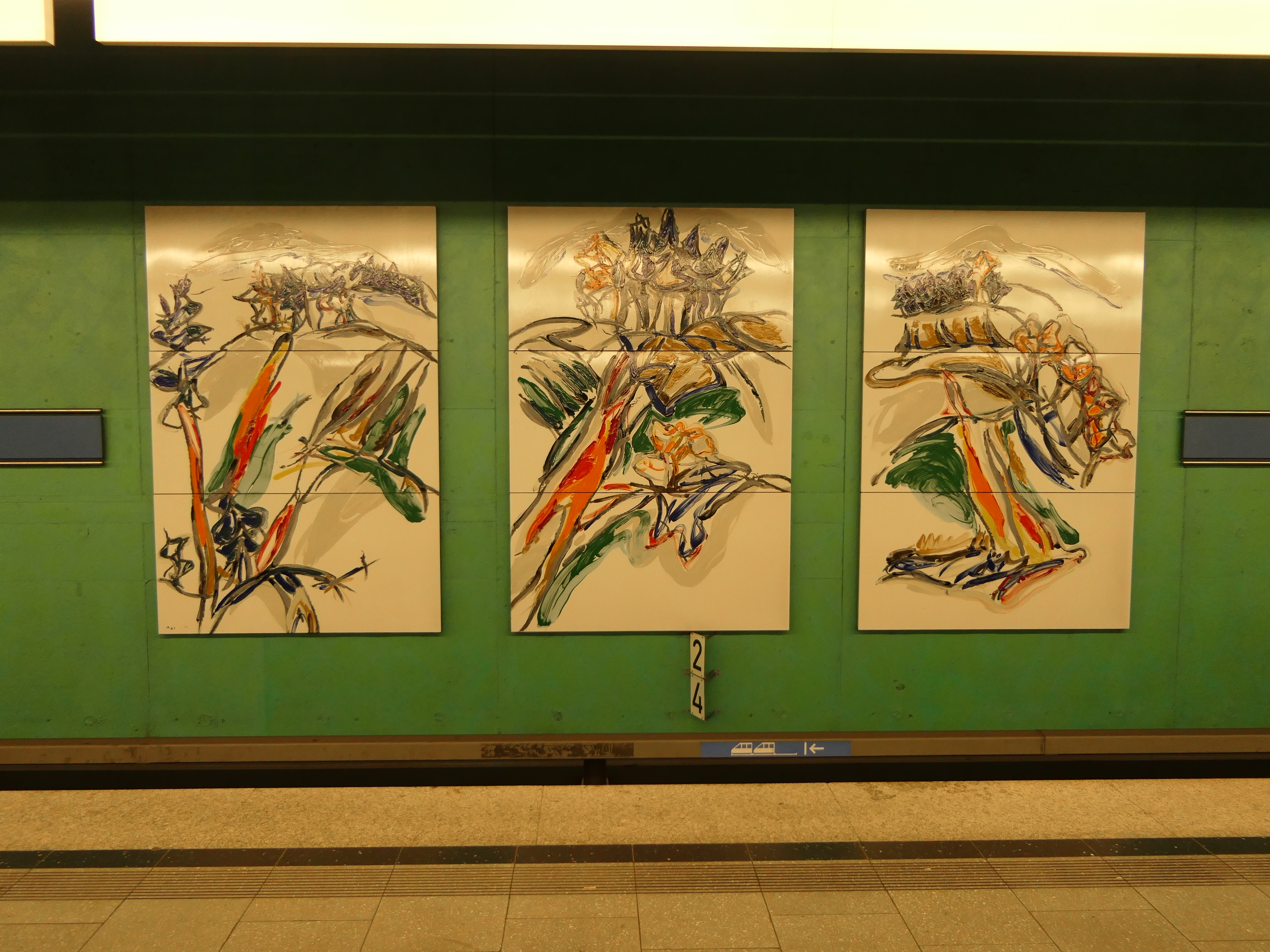
Obrazy Helmuta Pfeuffera
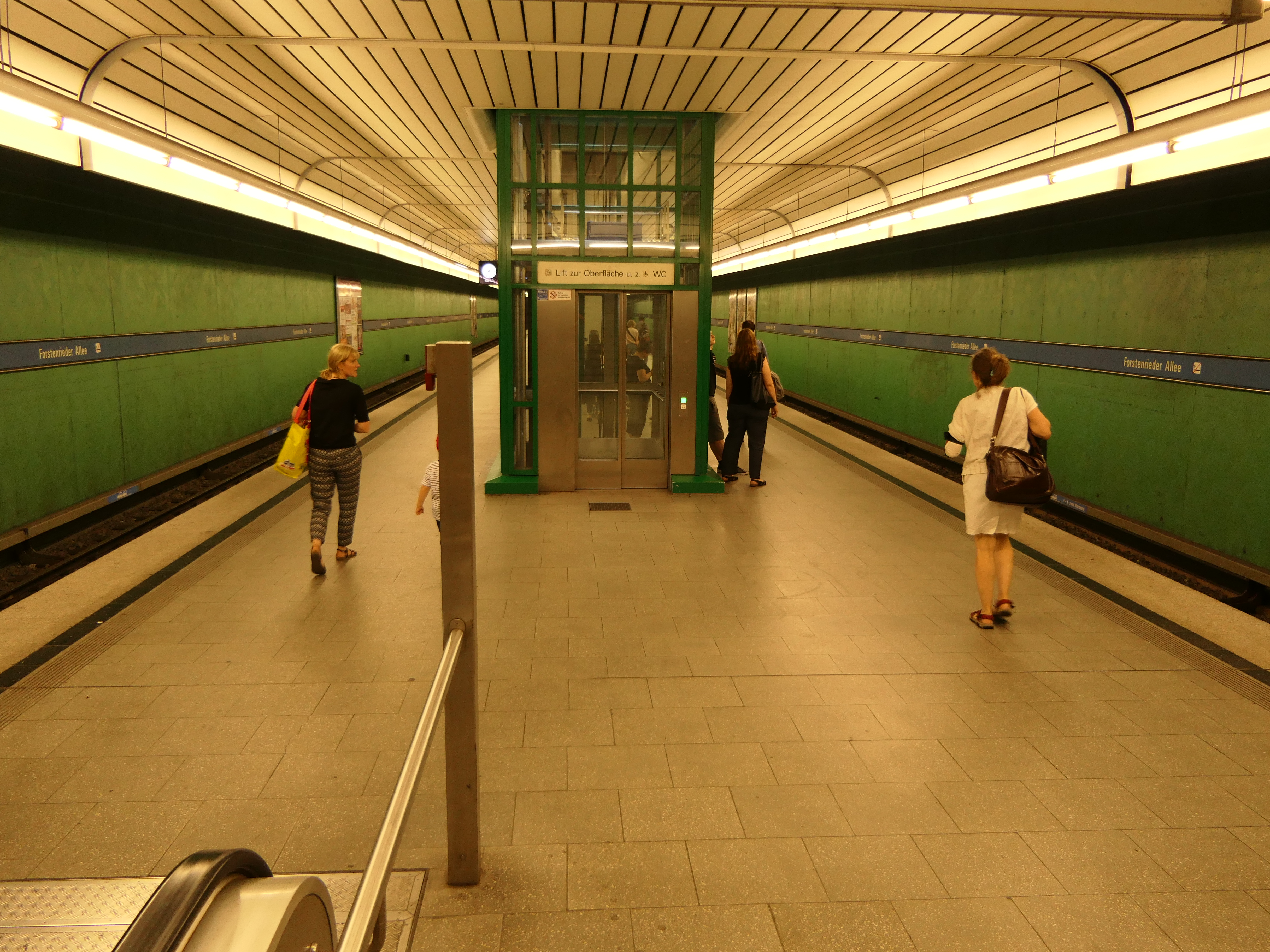
Výtah
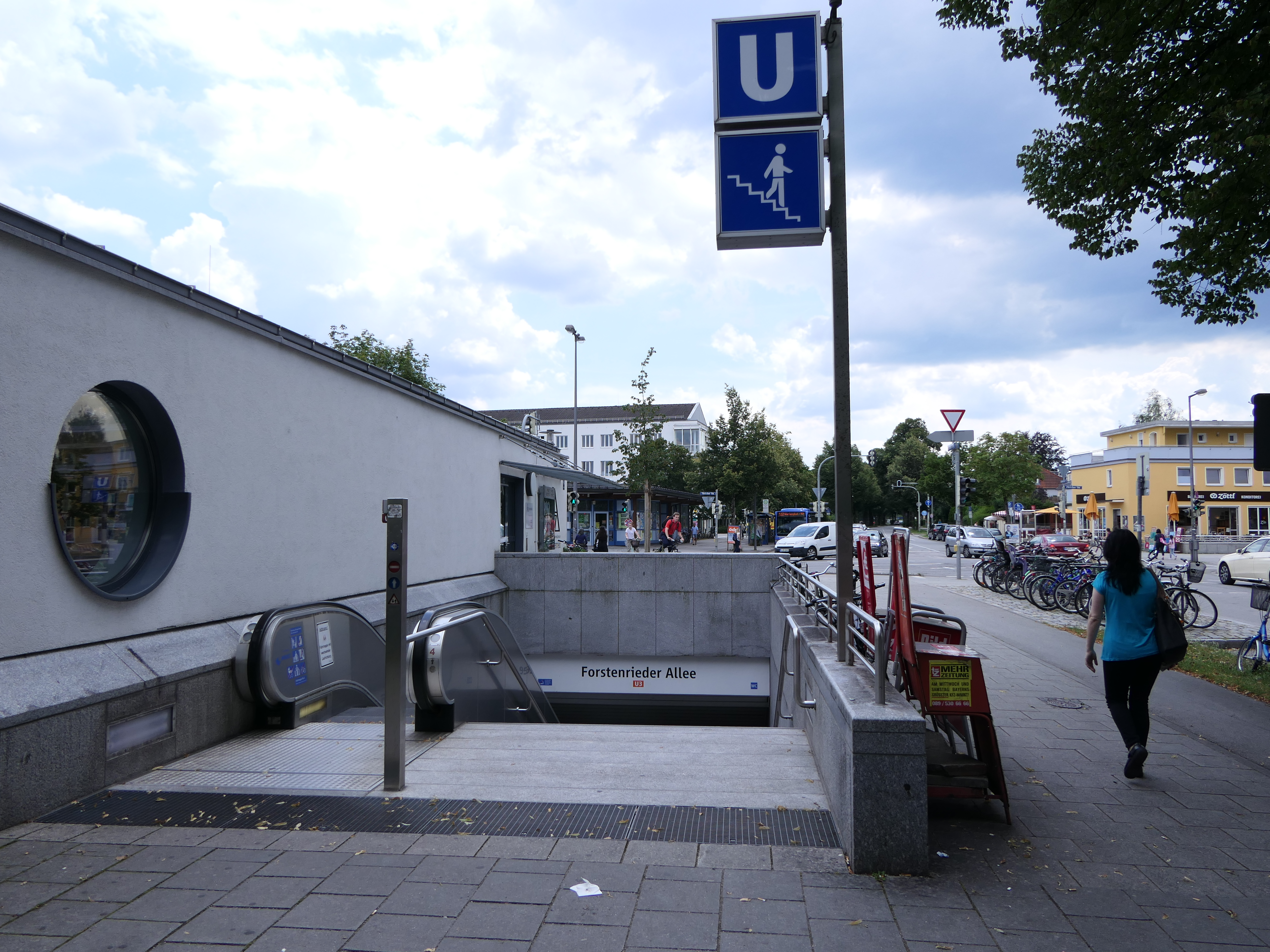
Vstup z ulice